# Centerville (Ohio)
Centerville is een plaats (village) in de Amerikaanse staat Ohio, en valt bestuurlijk gezien onder Gallia County.

## Demografie
Bij de volkstelling in 2000 werd het aantal inwoners vastgesteld op 134.
In 2006 is het aantal inwoners door het United States Census Bureau geschat op 144, een stijging van 10 (7,5%).

## Geografie
Volgens het United States Census Bureau beslaat de plaats een oppervlakte van
0,3 km².

## Plaatsen in de nabije omgeving
De onderstaande figuur toont nabijgelegen plaatsen in een straal van 24 km rond Centerville.

## Geboren in Centerville
- David Reese, (1951-2007) pokerspeler